# Sean Levert
Sean Levert (* 28. September 1968 in Cleveland, Ohio; † 30. März 2008 ebenda) war ein US-amerikanischer Contemporary-R&B-Sänger.

## Biografie
Sean Levert kam im September 1968 als Sohn des Soul-Sängers Eddie Levert zur Welt. Zusammen mit seinem um zwei Jahre älteren Bruder Gerald Levert und Marc Gordon gründete er Mitte der 1980er Jahre das R&B-Trio LeVert. Bis zur Auflösung in den 1990ern veröffentlichten sie zu dritt insgesamt acht Alben.
Während sich sein Bruder frühzeitig um eine Solokarriere bemühte, startete Sean Levert nur 1995 einen Versuch mit dem Album Other Side. Das Album erreichte Platz 146 der US-Albumcharts und in den Heatseekers (der Rubrik für die Newcomer) sogar Platz 4. Auch die beiden ausgekoppelten Singles Put Your Body Where Your Mouth Is und Same One konnten sich nur in den R&B-Charts platzieren.
2008 wurde Levert zu einer 22-monatigen Gefängnisstrafe verurteilt, weil er den Unterhalt für seine drei Kinder nicht bezahlt hatte. Am 30. März 2008, eine Woche nach Antritt der Haftstrafe, wurde Levert mit Bluthochdruck und Halluzinationen in ein Krankenhaus in Ohio eingeliefert, wo er am selben Tag im Alter von 39 Jahren verstarb. Als Todesursache wurde Sarkoidose angegeben.

## Diskografie

### Album
- The Other Side (1995)

### Singles
- Put Your Body Where Your Mouth Is (1995)
- Same One (1995)
- Place to Be